# Leben und Schicksal
Leben und Schicksal (russisch Жизнь и судьба Schisn i sudba) ist ein Roman von Wassili Grossman.
Das Manuskript wurde 1960 fertiggestellt, aber erst 1980 im Ausland veröffentlicht, da es in der Sowjetunion verboten war. Der Roman schildert das Schicksal zahlreicher Figuren zur Zeit der Schlacht von Stalingrad im Zweiten Weltkrieg und gilt als Fortsetzung von Grossmans früherem Roman Stalingrad (auch Für eine gerechte Sache genannt), mit dem es eine Dilogie bildet. Im Mittelpunkt steht ein humanistischer Grundton: Trotz der Darstellungen von Krieg und Totalitarismus (Nationalsozialismus wie Stalinismus) betont der Roman die Würde und moralische Kraft des einzelnen Menschen.
Grossman entfaltet in Leben und Schicksal ein breites Panorama des Lebens in der Sowjetunion während der entscheidenden Phase des Zweiten Weltkriegs. Der Roman vereint Frontgeschehen und Heimatfront, persönliche Schicksale und historische Ereignisse. Die Handlung kreist um die Familie Schaposchnikow und ihr Umfeld, darunter Soldaten in Stalingrad, Zivilisten, Wissenschaftler und Gefangene in Lagern. Grossmans Erzählung verbindet eindringliche Kampfszenen, intime Familiengeschichten und philosophische Reflexionen. Aufgrund seiner unverblümten Kritik an beiden totalitären Systemen seiner Zeit konnte das Werk in der Sowjetunion jahrzehntelang nicht erscheinen. Heute wird Leben und Schicksal international als Meisterwerk der Weltliteratur gewürdigt und als „Jahrhundertroman“ bezeichnet.

## Inhaltsangabe
Der Roman spielt in den Jahren 1942–1943 und umfasst zahlreiche miteinander verwobene Handlungsstränge. Im Zentrum steht die Schlacht um Stalingrad, die symbolisch für den Wendepunkt des Zweiten Weltkriegs steht. Grossman beleuchtet sowohl die sowjetische als auch die deutsche Seite der Front sowie das Leben der Zivilbevölkerung unter den Extremen von Krieg und Diktatur.
Eine Schlüsselfigur ist Wiktor Pawlowitsch Strum, ein jüdischer Physiker, der mit seiner Frau Ljudmila (geb. Schaposchnikowa) und Tochter in Kuibyschew und Moskau lebt. Wiktor arbeitet an einer wichtigen wissenschaftlichen Entdeckung (in der Kernphysik) und ringt zugleich mit seiner Identität und seinem Gewissen unter dem stalinistischen Regime. Er erfährt von der Ermordung seiner Mutter Anna Semjonowna Strum durch die deutschen Besatzer in einem Ghetto – ihr herzzerreißender Abschiedsbrief an ihn ist ein zentrales Element des Romans. Diese Nachricht stürzt Wiktor in tiefe Verzweiflung, verstärkt durch den allgegenwärtigen Antisemitismus und politischen Druck in Moskau. Zeitweise gerät er beruflich ins Abseits, da seine Forschung als „jüdisch-bürgerlich“ diffamiert wird. Doch nach Stalingrad wendet sich das Blatt: Die Partei sucht wissenschaftliche Erfolge, und Wiktor erhält plötzlich Anerkennung bis hin zu einem persönlichen Telefonat Stalins. Gleichzeitig wird er gedrängt, einen Loyalitätsbrief zu unterzeichnen, der unschuldige Kollegen denunziert – ein schweres moralisches Dilemma, an dem sich sein innerer Konflikt zwischen moralischer Integrität und Überlebenswille zuspitzt.
Parallel dazu erzählt der Roman die Geschichte der Schaposchnikow-Familie, zu der Wiktors Schwägerin Jewgenija Nikolajewna (Genja) gehört. Jewgenija ist die schöne, willensstarke zweite Tochter der alten Alexandra Wladimirowna Schaposchnikowa. Zu Beginn ist Jewgenija aus Sicherheitsgründen nach Kuibyschew evakuiert, da ihr geschiedener Mann Nikolaj Grigorjewitsch Krymow in Stalingrad als politischer Kommissar dient. Jewgenija lebt nun in einer Beziehung mit Pjotr Pawlowitsch Nowikow, einem jungen Oberst und Panzerkommandeur, der vor der Schlacht um Stalingrad steht. Sie liebt Nowikow, wird aber von der Sorge um ihren Ex-Mann Krymow und ihre Familie geplagt. Schließlich entschließt sie sich, ins umkämpfte Stalingrad zu reisen, um Nowikow zu sehen. In Stalingrad erlebt Jewgenija die Zerstörung und den Kampf hautnah mit, was Grossman nutzt, um die Schrecken des Krieges aus Zivilistensicht zu zeigen.
Oberst Nowikow führt während der Schlacht ein sowjetisches Panzerkorps und kämpft tapfer an vorderster Front. Unter seinem Kommando stehen unter anderem sein Adjutant Major Werschkow und mehrere furchtlose Offiziere. Nowikow ist ein fähiger und fürsorglicher Befehlshaber, der sich um seine Soldaten kümmert. Er beteiligt sich maßgeblich an der Einkesselung der deutschen 6. Armee in Stalingrad. Doch trotz seines militärischen Erfolges gerät Nowikow später in politische Ungnade: Nach dem Sieg von Stalingrad wird er von intriganten Vorgesetzten (wie Generalgetreuen der Partei) verdächtigt, was andeutet, dass selbst Heldentaten keinen dauerhaften Schutz vor der Willkür des Regimes bieten.
Ein weiterer Handlungsstrang spielt in einem berühmten Verteidigungsstützpunkt innerhalb der zerstörten Stadt, dem Haus „6/1“. Dort haben sich einige versprengte Rotarmisten unter dem charismatischen Unteroffizier Dmitriewitsch Grekow verschanzt. Grekows kleine Einheit – darunter Soldaten wie Batrakow, Subarjow und der junge Serjoscha Schaposchnikow (ein Neffe Jewgenijas) – hält trotz Hunger, Kälte und ständigem Beschuss verbissen eine Ruine gegen die deutschen Angreifer. Das „Haus 6/1“ steht emblematisch für den heldenhaften Widerstand in Stalingrad. Katja Wengrowa, eine Funkerin, hält die Verbindung zur Außenwelt. In diesen bedrängten Szenen zeigt Grossman den Mut einfacher Soldaten, ihre Kameradschaft und Opferbereitschaft, während ringsum die Stadt in Trümmern liegt. Letztlich werden Grekow und seine Leute von der Offensive der Roten Armee entsetzt überrascht – sie haben so lange isoliert ausgehalten, dass sie gar nicht wissen, dass die Sowjets inzwischen zum Gegenangriff übergegangen sind. Grekows Trupp wird befreit, doch viele haben ihr Leben in den Ruinen gelassen.
Auf deutscher Seite verfolgt der Roman Figuren innerhalb der eingeschlossenen 6. Armee. Generalfeldmarschall Friedrich Paulus, der Oberbefehlshaber, und sein Stab – etwa sein Adjutant Oberst Adam und sein Chef des Stabes Generalmajor Schmidt – werden gezeigt, wie sie im Hauptquartier ausharren. Grossman zeichnet ein Bild ihrer Zerrissenheit zwischen Befehlen aus Berlin und der hoffnungslosen Lage in Stalingrad. Einige deutsche Offiziere, wie ein fiktiver Leutnant Peter Bach, erleben die brutale Straßenkampf-Realität und die Desillusionierung angesichts der bevorstehenden Niederlage. Mit der Kapitulation der Deutschen in Stalingrad Anfang 1943 endet dieser Abschnitt: Paulus geht in Kriegsgefangenschaft, während Tausende seiner Soldaten elend zugrunde gehen.
Eindringlich stellt der Roman auch das Schicksal von Kriegsgefangenen und Lagerinsassen dar. In einem deutschen Konzentrationslager (in der Nähe von Stalingrad) sitzt der alte Bolschewik Michail Sidorowitsch Mostowskoi als sowjetischer Kriegsgefangener ein. Mostowskoi hatte die Belagerung Stalingrads miterlebt, wurde gefangen genommen und muss nun als Häftling miterleben, wie die Nazis systematisch Menschen quälen und ermorden. Grossman nutzt Mostowskoi für tiefgehende ideologische Reflexionen: Der überzeugte Kommunist wird vom Lagerkommandanten, SS-Sturmbannführer Liss, in zynische Gespräche verwickelt. Liss versucht Mostowskoi davon zu überzeugen, dass Nationalsozialismus und Bolschewismus eigentlich zwei Seiten derselben Medaille seien. Mostowskoi sträubt sich innerlich gegen diesen Gedanken, doch er muss sich der grausamen Realität stellen. Im Lager begegnet Mostowskoi auch dem abgemagerten, demütigen Ikonnikow, einem ehemaligen Bauingenieur, der als „Latrinenwärter“ durch seine Güte auffällt. Ikonnikow ist ein einfacher Christ und Humanist, der an keine Ideologie mehr glaubt. Er schreibt im Lager eine heimliche Denkschrift, in der er die „kleine menschliche Güte“ als unzerstörbare Kraft preist. Für diese Überzeugung wird Ikonnikow schließlich von den Nazis erschossen – seine Aufzeichnungen bleiben jedoch als Vermächtnis zurück.
Eine der bewegendsten Episoden des Romans schildert den Transport jüdischer Zivilisten in ein Vernichtungslager. Sofja Ossipowna Lewinton, eine mit der Familie Strum befreundete jüdische Ärztin, befindet sich in einem Viehwaggon auf dem Weg in die Gaskammer. Im Zug nimmt sie sich des kleinen Waisenjungen Dawid an. Im Konzentrationslager werden Sofja und Dawid zusammen in die Gaskammer geschickt. In Grossmans einfühlsamem, erschütterndem Kapitel über ihren Tod hält Sofja bis zuletzt Dawids Hand und tröstet ihn – ein letzter Akt menschlicher Liebe im Angesicht des Grauens. Dieses Opfer stellt einen emotionalen Höhepunkt dar und verkörpert die zentrale Botschaft des Romans: die triumphierende Menschlichkeit selbst in der unmenschlichsten Umgebung.
Auch das Schicksal derjenigen, die dem eigenen Terrorregime ausgeliefert sind, wird beleuchtet. Nikolaj Krymow, der als Kommissar in Stalingrad zunächst die Kampfmoral stärkt, gerät nach seiner Rückkehr nach Moskau selbst in die Mühlen des stalinistischen Sicherheitsapparats. Aufgrund haltloser Verdächtigungen – im Roman vermittelt durch einen opportunistischen Parteifunktionär Getmanow – wird Krymow verhaftet und als vermeintlicher Abweichler verhört. Er landet im berüchtigten Lubjanka-Gefängnis in Moskau, wo er mit anderen Gefangenen eingesperrt ist. In seiner Zelle durchlebt Krymow bittere Stunden der Selbsterkenntnis: Der gläubige Kommunist muss erkennen, dass die Revolution, der er sein Leben gewidmet hat, ihre eigenen Kinder frisst. Gebrochen, aber nicht völlig hoffnungslos, harrt Krymow in Haft aus – sein weiteres Schicksal bleibt ungewiss. Ein weiteres Opfer des Regimes ist Abartschuk, Ljudmilas erster Ehemann und Vater ihres gefallenen Sohnes Tolja. Er war bereits vor dem Krieg als vermeintlicher „Volksfeind“ ins Gulag verschleppt worden. Abartschuk bleibt auch in der Lagerhaft ein fanatischer Stalinist, unfähig anzuerkennen, dass er vom eigenen System zerstört wurde – auch das ein tragisches Paradox.
Am Ende des Romans sind die Schlacht von Stalingrad und die deutschen Vernichtungslager überlebt oder überstanden, doch die Schicksale der Überlebenden stehen weiterhin im Zeichen der Diktatur. Wiktor Strum erhält zwar Anerkennung für seine Forschungen, doch er gibt seinem Gewissen nach und unterzeichnet letztlich den geforderten Brief zur Denunzierung anderer – eine Kapitulation vor dem Druck der Partei. Jewgenija entscheidet sich, zu Wiktor zurückzukehren, da Nowikow wegen politischer Intrigen kaltgestellt wird. Krymow bleibt in Haft, ungewiss, ob er das Terrorregime überleben wird. Trotzdem endet der Roman nicht gänzlich trostlos: Grossman schließt mit einem leisen Hoffnungsschimmer, verankert in den einfachen menschlichen Bindungen. Die Liebe, die Freundschaft und die Güte einzelner Menschen – so klein sie im großen Kriegsgeschehen erscheinen mögen – erweisen sich als unzerstörbar. Diese humanistische Botschaft bildet den Kontrapunkt zu den titanenhaften Kräften von „Leben“ (Überleben, Weiterleben) und „Schicksal“ (historische Determination), die im Romantitel benannt sind.

## Wichtige Figuren
| Figur                                  | Charakteristik |
| Wiktor Pawlowitsch Strum               | Hauptfigur, theoretischer Physiker (etwa 40 Jahre alt), jüdischer Herkunft. Er arbeitet in Moskau an einem wichtigen Forschungsprojekt. Strum erlebt Antisemitismus und politische Repression, steht aber nach Stalingrad plötzlich im Rampenlicht. Symbolisiert den Intellektuellen im Konflikt zwischen wissenschaftlicher Wahrheit, moralischem Gewissen und Anpassungsdruck im Totalitarismus. |
| Ljudmila Nikolajewna Strum             | Wiktors Ehefrau (geb. Schaposchnikowa), Mutter der gemeinsamen Tochter Nadja. Sie trauert um ihren älteren Sohn Tolja, der als Jagdflieger über Stalingrad abgeschossen wurde. Verkörpert die leidende Mutter und das Schicksal der Zivilbevölkerung, die persönliche Verluste durch den Krieg ertragen muss.                                                                                      |
| Jewgenija Nikolajewna (Genja)          | Ljudmilas Schwester, geschieden von Krymow, nun in einer Beziehung mit Nowikow. Attraktiv, selbständig und willensstark. Sie erlebt Evakuierung und die Schrecken von Stalingrad an Nowikows Seite. Steht sinnbildlich für die individuelle Lebenssehnsucht inmitten von Krieg und Diktatur. |
| Oberst Pjotr Pawlowitsch Nowikow       | Panzerkommandeur der Roten Armee und Geliebter Jewgenijas. Führt ein Panzerkorps in Stalingrad mit Geschick und Mut zum Sieg. Pflichtbewusster, tapferer Offizier, der zugleich warmherzig ist. Er verkörpert den idealistischen Soldaten, dessen Loyalität zur Heimat jedoch von parteipolitischem Misstrauen überschattet wird.                                                                  |
| Nikolaj Grigorjewitsch Krymow          | Alter Bolschewik und Politkommissar, Ex-Mann Jewgenijas. In Stalingrad sorgt er für Disziplin und Moral. Trotz seiner Linientreue wird er nach dem Sieg von der eigenen Partei verhaftet. Steht symbolisch für den treuen Revolutionär, der vom System verraten wird – eine Anspielung darauf, wie die stalinistischen Säuberungen ihre eigenen Anhänger trafen.                                   |
| Alexandra Wladimirowna Schaposchnikowa | Witwe und Matriarchin der Schaposchnikow-Familie, Mutter von Ljudmila, Jewgenija und Marussja. Sie bangt um ihre Kinder und Enkel. Als würdige alte Dame repräsentiert sie die leidende „Mutter Russland“, die stoisch die Schicksalsschläge hinnehmen muss. |
| Michail Sidorowitsch Mostowskoi        | Veteran der Oktoberrevolution, überzeugter Kommunist. Gerät in deutsche Kriegsgefangenschaft und landet im KZ. Dort wird er mit den grausamen Wahrheiten des NS-Regimes und dessen Spiegelbild zum Stalinismus konfrontiert. Mostowskoi symbolisiert die Desillusionierung eines alten Bolschewiken: Er muss erkennen, dass die von ihm mitbegründete Ideologie auch unmenschliche Züge trägt.     |
| Sofja Ossipowna Lewinton               | Jüdische Ärztin und Bekannte der Strum-Familie. Wird von den Nazis mit anderen Juden ins Vernichtungslager deportiert. Im Gasraum opfert sie sich, um dem kleinen David beizustehen. Steht für mitfühlende Menschlichkeit und Opferbereitschaft – ein Licht der Güte im absolut Bösen. |
| Ikonnikow                              | Ehemaliger Ingenieur, nun Häftling (Gulag- und KZ-Insasse). Ein stiller Christ und Humanist, der die Sinnlosigkeit ideologischer Grausamkeit erkannt hat. In seinem geheimen Essay preist er die „kleine Güte“ des einfachen Menschen über jede Ideologie. Verkörpert den moralischen Kern des Romans; seine Figur zeigt, dass selbst in Lagern Nächstenliebe und Güte überdauern können.          |
| Abarchuk                               | Dogmatischer Kommunist und erster Ehemann Ljudmilas. Wurde Jahre vor dem Krieg als „Volksfeind“ verhaftet und sitzt im Gulag, bleibt aber unbeirrbar stalinistisch. Symbolisiert die tragische Verblendung derjenigen, die trotz ihres eigenen Leidens an die Partei glauben – und so Opfer und Stütze des Systems zugleich sind.                                                                  |

Neben diesen Hauptfiguren treten Dutzende weitere auf, darunter reale historische Personen (wie General Wasilij Tschuikow auf sowjetischer Seite oder Generalfeldmarschall Paulus auf deutscher Seite) sowie zahlreiche Soldaten, Zivilisten und Funktionäre, die das breite gesellschaftliche Spektrum des Romans ausfüllen.

## Historischer Hintergrund
Grossmans Roman ist tief im historischen Kontext des Zweiten Weltkriegs und der Stalin-Ära verwurzelt. Zentraler historischer Bezugspunkt ist die Schlacht von Stalingrad (1942–43), eine der blutigsten und entscheidendsten Schlachten des Krieges. Stalingrad markierte den Wendepunkt an der Ostfront: Nach monatelangen Kämpfen kapitulierte die deutsche 6. Armee im Februar 1943, was den Anfang vom Ende des NS-Vormarsches bedeutete. Grossman war selbst Kriegskorrespondent der Roten Armee und berichtete 1942/43 aus Stalingrad; viele Eindrücke aus erster Hand flossen später in den Roman ein. Die Zerstörung der Stadt, die Not der Soldaten und Zivilisten und die strategische Bedeutung des Sieges werden im Roman detailliert nachgezeichnet. Stalingrad steht dabei nicht nur militärisch, sondern auch symbolisch für den Triumph über den Nationalsozialismus – allerdings um den Preis unermesslichen Leids.
Parallel zum Kriegsgeschehen beleuchtet Leben und Schicksal auch den innenpolitischen Kontext der Stalinismus in der Sowjetunion. Die 1940er Jahre waren in der UdSSR geprägt von totalitärer Kontrolle, repressiver Geheimpolizei und ideologischem Dogmatismus. Trotz des gemeinsamen Kampfes gegen Hitlerdeutschland herrschte im Innern weiterhin Angst vor willkürlichen Verhaftungen. Der Roman spielt etwas später als die Zeit der Großen Säuberungen (also nach den Massenverhaftungen der 1930er), doch die Atmosphäre von Misstrauen und Terror ist weiterhin allgegenwärtig. Grossman zeigt dies am Beispiel von loyalen Kommunisten wie Krymow, die trotz aufrichtiger Diensterfüllung plötzlich in Ungnade fallen können, oder am institutionellen Antisemitismus, der sogar nach dem Krieg noch in den Ärzteverschwörungs-Anklagen gipfelte. Stalin selbst tritt im Roman zwar nur indirekt (etwa durch einen Telefonanruf) in Erscheinung, doch seine Präsenz als allmächtiger, unberechenbarer Diktator bestimmt das Denken und Handeln aller sowjetischen Figuren. Damit bettet Grossman die persönlichen Geschichten seiner Figuren in die größeren historischen Entwicklungen ein: den Kampf gegen den äußeren Feind und gleichzeitig die Unterdrückung durch das eigene Regime.
Grossman schrieb Leben und Schicksal in den späten 1950er Jahren, als eine kurze Tauwetter-Periode unter Chruschtschow Hoffnungen auf größere Offenheit weckte. Zeitweise schien es möglich, kritisch über die Stalin-Zeit zu reflektieren (Chruschtschows „Geheimrede“ 1956 prangerte Stalins Verbrechen an). Grossman nutzte diese Gelegenheit, um in seinem Roman ungewohnte Wahrheiten auszusprechen – etwa Parallelen zwischen Hitler-Faschismus und Stalinismus oder die detaillierte Schilderung des Holocaust, Themen, die kurz darauf wieder tabu wurden. Als die sowjetische Kulturpolitik Ende der 1950er noch von der Erschütterung durch Boris Pasternaks Roman Doktor Schiwago (1957 im Westen erschienen, in der UdSSR verboten) geprägt war, stellte Grossmans Manuskript für die Behörden einen erneuten Affront dar. Die historische Erfahrung der sowjetischen Nachkriegszeit – Sieg über Hitler nach außen, doch keine Freiheit nach innen – bildet somit den doppelten Hintergrund des Romans.

## Themen und Motive
Leben und Schicksal ist geprägt von einer Vielzahl miteinander verwobener Themen, die dem Werk eine große moralische und philosophische Tiefe verleihen. Im Zentrum steht der Humanismus des Autors: Grossman betont in fast jeder Handlungsebene die Würde und den Wert des einzelnen Menschen gegenüber ideologischen Kollektiven. Immer wieder zeigt der Roman kleine Akte der Güte und Mitmenschlichkeit – etwa Sofja Lewintons aufopferndes Handeln für den kleinen David oder Ikonnikows selbstlose Hilfsbereitschaft im Lager – als kontrastierende Lichtpunkte in einer von Brutalität geprägten Umwelt. Dieser Fokus auf der „kleinen“, unscheinbaren Menschlichkeit durchzieht das Werk als roter Faden.
Dem Humanismus gegenüber stehen die beiden großen totalitären Ideologien des 20. Jahrhunderts, Nationalsozialismus und Stalinismus, die der Roman schonungslos analysiert und vergleicht. Grossman kritisiert, dass sowohl Hitlers als auch Stalins Regime den Anspruch erhoben, die absolute Wahrheit zu besitzen, und zur Durchsetzung ihrer Ziele vor nichts zurückschreckten. Eine der Kernaussagen lautet: „Totalitarismus kann nicht auf Gewalt verzichten. Verzichtet er auf Gewalt, so bedeutet das seinen Untergang.“ (Teil 1) Diese Einsicht formuliert Grossman im Roman explizit – sie gilt für das NS-Regime ebenso wie für das stalinistische System. Beide Systeme verlangen von den Individuen völlige Unterwerfung: Die Seele des Menschen soll gebrochen und geformt werden, bis sie dem ideologischen Ideal entspricht. Grossman stellt diesem Zwang zur Uniformität die Vielfalt und Einzigartigkeit menschlichen Lebens entgegen: „Zwei Menschen, zwei Heckenrosenbüsche können nicht identisch sein. Das Leben verdorrt dort, wo man mit Gewalt versucht, seine Eigenarten und Besonderheiten auszulöschen.“ (Teil 1) Hier wird das Recht jedes Menschen auf Individualität verteidigt – ein klarer Affront gegen jede Gleichschaltung.
Ein weiteres zentrales Motiv ist der Konflikt zwischen individueller Moral und ideologischem Gehorsam. Zahlreiche Figuren stehen vor der Entscheidung, ihren inneren moralischen Prinzipien treu zu bleiben oder sich dem äußeren Druck zu beugen. Wiktor Strums Zögern, den Diffamierungsbrief zu unterschreiben, ist dafür ein Beispiel: Sein wissenschaftliches Gewissen und das Andenken an seine ermordete Mutter stehen gegen seine Angst um Karriere und Leben. Auch Krymows innere Krise in der Lubjanka – sein Versuch, die eigene lebenslange Hingabe zur Partei mit der Realität seines Gefängnisaufenthalts in Einklang zu bringen – spiegelt diesen Konflikt. Grossman zeigt die Tragik, dass in einem totalitären System moralisches Handeln oft mit persönlichem Untergang bezahlt wird, während Anpassung und Verrat belohnt werden.
Daneben thematisiert der Roman die Zerstörung und Rettung von Familien im Krieg. Die Familie Schaposchnikow/Strum ist über ganz Eurasien verstreut, teils durch den Krieg, teils durch politische Verfolgung. Dennoch halten die familiären Bande über Entfernungen und Barrieren hinweg – etwa in Form von Briefen – emotional stand. Grossman unterstreicht die Bedeutung von Liebe, Freundschaft und familiärer Verbundenheit als Halt. Die bewegenden Briefe – insbesondere der Abschiedsbrief von Wiktors Mutter aus dem Ghetto – fungieren als Symbole der menschlichen Stimme gegen das Verstummen im Mahlstrom der Geschichte. „Denk daran, dass immer ... die Liebe Deiner Mutter bei Dir ist; diese Liebe vermag niemand zu ermorden.“ (Teil 1) schreibt Anna Strum an ihren Sohn. Solche Aussagen verleihen dem Roman seinen ausgeprägt empathischen, tröstenden Ton trotz aller Schrecknisse.
Schließlich ist Leben und Schicksal auch ein Roman über die Freiheit des Denkens. Verkörpert wird dies vor allem durch die Figur des Physikers Strum, aber auch durch andere Intellektuelle im Roman. Grossman, selbst Schriftsteller, reflektiert in Strums wissenschaftlicher Integrität und Ikonnikows philosophischem Manuskript die Bedeutung, Wahrheit zu suchen und auszusprechen, auch wenn es gefährlich ist. So wird Strums wissenschaftliche Arbeit zur Metapher – die Wahrheit der Physik lässt sich nicht den Parteidoktrinen unterordnen, genau wie Grossmans literarische Wahrheit nicht zensiert werden sollte. Der Roman feiert somit implizit den unabhängigen Geist gegenüber doktrinärer Kontrolle.
Über allem schwebt eine leise, aber hartnäckige Hoffnung: die Überzeugung, dass die humanistischen Werte letztlich die Zeiten überdauern. Trotz Krieg, Terror und Leid gibt es in Grossmans Welt immer wieder kleine Momente des Lichts – ein Stück geteiltes Brot, ein Akt der Barmherzigkeit, ein Lächeln. Diese „unscheinbaren guten Taten“ sind es, so suggeriert Grossman, die letzten Endes wichtiger sind als die großen Schlachten und Ideologien. Das Leben (mit all seinen individuellen Facetten) behauptet sich letztlich gegen das Schicksal (die scheinbar unabwendbaren geschichtlichen Kräfte) – eine leise Botschaft der Zuversicht, die dem Roman bei aller Tragik einen versöhnlichen Grundton gibt.

## Vergleich mitKrieg und Frieden
Leben und Schicksal wird aufgrund seines Umfangs, Themas und Erzählstils häufig mit Krieg und Frieden von Leo Tolstoi verglichen. Tatsächlich weist Grossmans Roman zahlreiche Parallelen zu Tolstois Epos auf. Beide Werke sind monumentale gesellschaftliche Panorama-Romane, die in Kriegszeiten spielen und ein breites Spektrum an Charakteren – vom einfachen Soldaten bis zum ranghohen General, von der Bäuerin bis zum Akademiker – in die Handlung einbeziehen. Wie Tolstoi in Krieg und Frieden die Zeit der napoleonischen Invasion 1812 nutzt, um über Schicksal, Geschichte und menschliche Werte zu reflektieren, so nutzt Grossman die Schlacht von Stalingrad als Bühne für grundsätzliche Fragen über Mensch und Gesellschaft im 20. Jahrhundert. Beide Autoren verweben privates Schicksal und öffentliches Geschehen meisterhaft: Liebes- und Familiengeschichten entfalten sich vor dem Hintergrund gewaltiger historischer Umwälzungen. Auch in stilistischer Hinsicht gibt es Ähnlichkeiten – etwa die eingestreuten essayistischen Passagen. Grossmans philosophische Exkurse (z. B. Ikonnikows Manifest über die Güte) erinnern an Tolstois berühmte Reflexionen über die Geschichtsgesetze im Epilog von Krieg und Frieden.
Trotz dieser Gemeinsamkeiten unterscheiden sich die beiden Werke jedoch in wichtigen Aspekten. Tolstoi schrieb über einen patriotischen Verteidigungskrieg im 19. Jahrhundert und war dabei einem aristokratischen Weltbild verpflichtet, während Grossman im 20. Jahrhundert die totalitären Extreme aus eigener Anschauung kannte. Krieg und Frieden zeichnet ein letztlich versöhntes Bild der russischen Gesellschaft, in dem am Ende Harmonie und ein quasi göttlicher Plan erkennbar scheinen; Grossmans Leben und Schicksal dagegen vermittelt eine weit nüchternere Sicht: Zwar bleibt am Schluss ein Funken Hoffnung, doch der Roman endet im Wissen, dass die Diktatur in der Sowjetunion weiterbesteht. Grossmans Ton ist von der Erfahrung des Holocaust und Gulag geprägt, Themen, die Tolstoi fremd waren. So fehlt bei Grossman die idealisierende Note, die Tolstoi teilweise anschlägt – sein Humanismus ist härter erkämpft und weniger religiös grundiert. Während Tolstois Helden am Ende Geborgenheit in Familie und Glauben finden, bleiben Grossmans Figuren in einem unversöhnten Staat zurück, ihr Trost liegt lediglich in zwischenmenschlicher Solidarität.
Ein weiterer Unterschied liegt in der Rezeption und Intention: Tolstois Epos war von Anfang an als nationales Literaturdenkmal konzipiert und wurde auch so rezipiert. Grossmans Roman hingegen war zur Zeit seiner Entstehung ein gefährliches, subversives Werk, das die Mythen des sowjetischen Staates entlarvte. Erst Jahrzehnte später konnte Leben und Schicksal öffentlich wirken und sich den Rang eines Klassikers erobern. Dennoch sind sich beide Romane in ihrem Kern ähnlich: Sie feiern die menschlichen Werte – Liebe, Mut, Mitgefühl – und stellen diese über die unmenschlichen Gesetze des Krieges. Deshalb wird Leben und Schicksal bisweilen als „Krieg und Frieden des Zweiten Weltkriegs“ bezeichnet. Grossman tritt mit diesem Werk gleichsam Tolstois Erbe an, indem er das Epos der russischen Kriegserfahrung im 20. Jahrhundert schreibt.

## Entstehungs- und Veröffentlichungsgeschichte
Die Entstehung von Leben und Schicksal war eng mit Grossmans eigenem Leben und den politischen Umständen in der Sowjetunion verknüpft. Wassili Grossman hatte bereits in den späten 1940er Jahren begonnen, über den Krieg zu schreiben. Sein Roman Für eine gerechte Sache (später als Stalingrad bekannt) erschien 1952 in einer vom sowjetischen Zensorat entschärften Fassung. Unmittelbar daran anschließend plante Grossman eine Fortsetzung, um die Geschichte der Familie Schaposchnikow und den Ausgang des Krieges zu erzählen – dies wurde Leben und Schicksal. Er arbeitete über ein Jahrzehnt an dem Manuskript und vollendete es um 1960. In diesem Jahr reichte Grossman das fertige Manuskript bei zwei führenden Literaturzeitschriften ein, unter anderem der renommierten Snamja (Banner) und angeblich auch bei Nowy Mir. Zu Grossmans naivem Erstaunen löste sein Werk jedoch keine normale redaktionelle Prüfung aus, sondern einen sofortigen Eingriff der Staatsmacht.
Im Februar 1961 schlugen die sowjetischen Behörden zu: Der KGB beschlagnahmte auf Anweisung höchster Stelle alle verfügbaren Kopien des Romans. Geheimpolizisten durchsuchten Grossmans Wohnung, konfiszierten das Typoskript, sämtliche Entwürfe und Notizen – kurz, „einfach alles, was auch nur den geringsten Bezug zu dem Roman hatte“. Sogar das Exemplar, das sich im Safe des Chefredakteurs der Zeitschrift befand, wurde von den Behörden sichergestellt. Diese beispiellose Aktion – die Beschlagnahme eines literarischen Werks mitsamt Kohlepapier-Durchschlägen und sogar der Schreibmaschinenschriftbänder – kam einer „Verhaftung“ des Romans gleich. Anders als der Dichter Pasternak, der für seinen verbotenen Roman internationale Anerkennung erhalten hatte, wurde Grossman zwar nicht physisch bestraft, doch sein Manuskript verschwand im sowjetischen Untergrund. Ein hoher Parteifunktionär (mutmaßlich Michail Suslow) soll Grossman beschieden haben, dass Leben und Schicksal frühestens in 200 Jahren veröffentlicht werden könne. Die sowjetische Führung wollte um jeden Preis verhindern, dass Grossmans Buch – ähnlich wie Doktor Schiwago – im Westen Aufsehen erregte und das Image der UdSSR beschädigte.
Grossman war verzweifelt über diese Entwicklung. Er wagte es 1962, einen Brief an Chruschtschow persönlich zu richten, in dem er um die Freigabe seines Romans bat. In diesem mutigen Schreiben argumentierte Grossman, dass er nur die Wahrheit über den Krieg und das Volk geschrieben habe, und fragte sinngemäß, wofür er bestraft werde. Die Antwort der Machtelite war eisig: Leben und Schicksal blieb verboten. Grossman durfte zwar weiter kleinere Texte veröffentlichen, doch sein Hauptwerk galt als politisch „tödlich“. Er erlitt einen seelischen Schlag, von dem er sich kaum erholte. 1964 starb Grossman an Magenkrebs – im Wissen, dass sein opus magnum im Tresor des KGB eingesperrt war und möglicherweise niemals das Licht der Welt erblicken würde.
Doch das Schicksal des Romans nahm eine überraschende Wendung. Unbemerkt von der Geheimpolizei hatten zwei Freunde Grossmans – der Dichter Semjon Lipkin (1911–2003) und seine Frau Tatjana – eine Kopie des Manuskripts versteckt. Sie wussten um dessen Bedeutung. In den 1970er Jahren, in der stagnierenden Breschnew-Ära, fassten sie den Entschluss, das Werk ins Ausland zu schmuggeln. 1974 bat Lipkin den regimekritischen Schriftsteller Wladimir Woinowitsch, beim Transfer zu helfen. Unter abenteuerlichen Umständen – Woinowitsch wurde von KGB-Agenten beschattet – gelang es, das tausendseitige Manuskript auf Mikrofilm zu fotografieren. Woinowitsch versteckte den Film in leeren Mineralwasserflaschen und konnte die Geheimpolizei abschütteln. Der Mikrofilm wurde schließlich erfolgreich in den Westen geschleust. Dieser coup d’état der Literatur gehört zu den spannendsten Episoden der sowjetischen Samisdat-Geschichte.
Auf Grundlage des Mikrofilms wurde Leben und Schicksal schließlich 1980 erstmals veröffentlicht – in einem russischsprachigen Émigré-Verlag in der Schweiz. Die Veröffentlichung im Ausland, 16 Jahre nach Grossmans Tod, erregte bei Kennern sowjetischer Literatur großes Aufsehen. Schnell folgten Übersetzungen: Eine französische Ausgabe erschien 1983, die erste englische Übersetzung (von Robert Chandler) 1985 in London. In der Sowjetunion selbst dauerte es noch bis zur Glasnost-Zeit: 1988, als die Zensur gelockert wurde, druckte die Zeitschrift Nowy Mir den Roman in voller Länge. Damit war Grossmans visionäres Werk endlich auch offiziell in seinem Heimatland zugänglich. Literaturliebhaber und Kritiker erkannten sofort, welch außerordentliches Dokument hier vorlag – ein Roman, der zwei der schlimmsten Diktaturen des Jahrhunderts literarisch eingefangen hatte.
Die Publikationsgeschichte von Leben und Schicksal ist somit ein dramatisches Kapitel der Literaturgeschichte. Das Buch überlebte seine eigene Verbannung – ein Umstand, den Woinowitsch in seinem Nachwort zum Roman als beinahe wundersam beschreibt. Heute gilt die Rettung und späte Veröffentlichung des Romans als wichtiger Meilenstein der geistigen Emanzipation während der späten Sowjetzeit. Grossmans Stimme, die man hatte ersticken wollen, konnte letztlich doch gehört werden.

## Rezeption
Nachdem Leben und Schicksal im Westen publik wurde, wuchs sein Ruf stetig. Anfangs war der Roman vor allem in intellektuellen Kreisen bekannt, doch mit der Zeit erkannte man weltweit seinen literarischen Rang. International wurde Grossmans Epos als Meisterwerk der Weltliteratur gewürdigt. Westliche Kritiker zogen früh den Vergleich zu Tolstoi und bezeichneten Grossman als einen der bedeutendsten russischen Schriftsteller des 20. Jahrhunderts. Insbesondere die einzigartige Verbindung von Kriegsrealismus und moralischer Reflexion wurde gelobt. Die New York Times schrieb Mitte der 1980er anerkennend, Grossman habe in Leben und Schicksal ein Werk von universeller Bedeutung geschaffen, das sich mit den größten Romanen der Moderne messen könne. In Umfragen und Kanon-Listen taucht der Roman seither regelmäßig auf. So wurde er etwa in einer internationalen Befragung von Schriftstellern zu den „hundert besten Büchern aller Zeiten“ gezählt. Auch Historiker äußerten hohe Anerkennung: Der britische Militärhistoriker Antony Beevor nannte Leben und Schicksal einen der wahrhaftigsten Romane über den Zweiten Weltkrieg und lobte insbesondere Grossmans ungeschönte Darstellung sowohl der sowjetischen als auch der deutschen Seite.
In der Sowjetunion/Russland gestaltete sich die Rezeption zwiespältiger. Als der Roman 1988 in Moskau erschien, war es eine Sensation: Leser standen Schlange, um das lange verbotene Buch zu kaufen oder zu leihen. Viele sowjetische Intellektuelle zeigten sich tief beeindruckt, dass ein Schriftsteller schon in den 1950ern so offen die Verbrechen Stalins und den Holocaust beschreiben konnte. Grossman wurde postum als mutiger Wahrheitszeuge gefeiert. Doch zugleich gab es auch Vorbehalte nationalistischer Kreise, denen Grossmans Gleichsetzung von Stalinismus und Nazismus missfiel. In den 1990er Jahren geriet das Werk in Russland etwas in Vergessenheit, da andere Themen in den Vordergrund traten. Erst in den 2000er Jahren, mit neuen Ausgaben und Diskussionen, fand Leben und Schicksal wieder mehr Beachtung. Heute gehört es auch in Russland zum Kanon des 20. Jahrhunderts, wird an Universitäten gelehrt und in Feuilletons diskutiert – wenn auch nicht ganz so populär wie im Westen.
Im deutschsprachigen Raum erschien Leben und Schicksal erstmals 1984 (in einer Übersetzung von Elisabeth Markstein). Doch erst in den letzten Jahren erhielt der Roman größere Aufmerksamkeit im deutschen Feuilleton. Eine neu aufgelegte Ausgabe 2019 stieß auf ein breites Echo: Die Frankfurter Allgemeine Sonntagszeitung nannte Grossmans Roman „ein bewegendes Werk über die Schrecken des 20. Jahrhunderts“ und schrieb, dass es „eine Sensation und ein großes Glück“ sei, dieses Buch nun lesen zu können. Die Welt bezeichnete das Erscheinen der Neuausgabe als literarisches Ereignis, „das seine Wirkung über die Literatur hinaus haben wird“. Die Süddeutsche Zeitung würdigte Leben und Schicksal als „Jahrhundertroman“.
Besonders hervorgehoben wird in der Rezeption immer wieder Grossmans mutige Doppelkritik: Indem er sowohl den NS-Staat als auch den Sowjetstaat mit ihren jeweiligen Lagern darstellt, bricht er mit dem Schema der reinen Gut-Böse-Zeichnung des Zweiten Weltkriegs. Diese Ausgewogenheit wurde lange Zeit als unerwünscht betrachtet – heute wird sie als visionär gelobt. Auch Grossmans einfühlsame Schilderung der jüdischen Tragödie (Holocaust) fand große Beachtung; in der sowjetischen Literatur hatte es zuvor kaum so explizite Darstellungen gegeben. Literarisch wird Grossmans epische Erzählweise, die Mischung aus realistischer Detailschärfe und essayistischer Breite, bewundert. Manche Kritiker monieren zwar gewisse Längen oder eine Vielzahl an Nebenfiguren, doch die Mehrheit sieht gerade darin die Stärke des Romans: sein polyphones, monumentales Bild einer ganzen Epoche.
Mittlerweile ist Leben und Schicksal in zahlreichen Sprachen verfügbar und wird weltweit gelesen. Es hat Eingang gefunden in viele Listen der wichtigsten Bücher: So wurde es etwa vom Le Monde zu den „100 Büchern des Jahrhunderts“ gerechnet und vom deutschen Magazin Der Spiegel in eine Liste der bedeutendsten Romane der Weltliteratur aufgenommen (Ausgaben um 2008). Auch in akademischen Kreisen ist der Roman Gegenstand vielfältiger Forschungen – von historischer Fachliteratur bis zu literaturwissenschaftlichen Analysen. Insgesamt hat sich die anfängliche Sensation über das „geborgene“ Meisterwerk längst zu einer breiten Würdigung verfestigt: Leben und Schicksal gilt heute als ein unverzichtbarer Bestandteil des literarischen Gedächtnisses des 20. Jahrhunderts.

## Adaptionen
Angesichts des monumentalen Charakters des Romans gab es lange Zeit Schwierigkeiten, Leben und Schicksal für andere Medien zu adaptieren. Doch schließlich fanden die vielschichtigen Geschichten Grossmans auch ihren Weg in Film und Hörfunk:
- Fernsehmehrteiler (Russland, 2012): Unter dem Titel Schisn i sudba entstand in Russland eine aufwändige TV-Verfilmung in zwölf Teilen. Regie führte Sergej Ursuljak. In den Hauptrollen verkörperten namhafte Schauspieler die zentralen Figuren (Sergej Makowezki als Wiktor Strum, Polina Agurejeva als Jewgenija, Alexander Balujew als General Nowikow u. a.). Die Serie hielt sich eng an die literarische Vorlage und wurde in Russland mit großem Interesse verfolgt. Sie trug dazu bei, Grossmans Werk einem breiteren Publikum bekannt zu machen, auch wenn kritisiert wurde, dass die epische Tiefe des Romans nur teilweise erreicht werden könne. Visuell eindrucksvoll umgesetzt wurden insbesondere die Kampfszenen in Stalingrad und die Lager-Episoden.
- Hörspiel (BBC, 2011): Der britische Hörfunksender BBC Radio 4 produzierte eine umfangreiche Hörspiel-Adaption von Life and Fate. Dieses englischsprachige Hörspiel in 8 Teilen (insgesamt ca. 8 Stunden) wurde mit hochkarätigen Sprechern besetzt – u. a. spielte Kenneth Branagh die Rolle des Viktor Strum. Die Radioversion konzentriert sich auf die Kernhandlung um Wiktor, Jewgenija und Stalingrad, vermittelt aber dennoch die wesentlichen philosophischen Botschaften. Die Ausstrahlung erhielt international Anerkennung und brachte dem englischsprachigen Publikum den Roman näher.
- Bereits im Jahr 2009 produzierte der Norddeutsche Rundfunk mit einem großen Aufgebot an Sprechern eine vierteilige Hörspielbearbeitung von Helmut Peschina. mit einer Spieldauer von ca. 333 Minuten. Die Regie führte Norbert Schaeffer. Jürgen Hentsch übernahm die Rolle des Erzählers und Andreas Grothgar sprach den Part des Viktor Strum. Die Veröffentlichung als CD-Edition übernahm Der Hörverlag ebenfalls im Jahr 2009. Zu den Auszeichnungen gehören: Hörspiel des Monats September 2009, hr2-Hörbuchbestenliste Dezember 2009 (4. Platz) und hr2-Hörbuchbestenliste Februar 2010 (3. Platz).[4]

- Theater: Es gab Versuche, Leben und Schicksal auf die Bühne zu bringen, obwohl die Fülle des Stoffs eine Herausforderung darstellt. Unter anderem inszenierte 2007 das Theater in Taganrog (Grossmans Geburtsstadt) eine Dramatisierung, und 2015 adaptierte der Regisseur Lev Dodin Teile des Romans für die Bühne in St. Petersburg. Diese Stücke konzentrierten sich zumeist auf ausgewählte Handlungsstränge, etwa die Szenen im Lager und die Familienkonflikte, um die Essenz des Romans darstellbar zu machen.
- Dokumentarfilm: Das Schicksal des Romans selbst wurde ebenfalls Thema einer filmischen Umsetzung. ARTE produzierte eine Dokumentation über Wassili Grossman und Leben und Schicksal, die die Entstehungs- und Publikationsgeschichte nachzeichnet (inklusive des Microfilm-Abenteuers). Diese Doku (deutsch/französische Erstsendung 2019) nutzt Originalaufnahmen, Interviews mit Historikern und Ausschnitte aus dem Romantext, um die Bedeutung des Werks hervorzuheben. (Siehe Literaturliste)